# District de Chahvarz
Le district de Chahvarz (persan : بخش چاه‌ورز) est un district (bakhsh) de la préfecture de Lamerd, dans la province du Fars, en Iran. Lors du recensement de 2006, sa population s'éleve à 7 985 personnes, réparties dans 1 565 familles. Le district comporte une ville (Chahvarz) et deux districts ruraux (dehestan) : ceux de Chahvarz et de Sheykhamer. 

## Personnalités
- Ahmad Akbarpour
- Ahmad Parhizi